# Verjān
Verjān (persiska: ورجان, وَرجان, ويرجان) är en ort i Iran.   Den ligger i provinsen Qom, i den centrala delen av landet, 150 km söder om huvudstaden Teheran. Verjān ligger 1 278 meter över havet och antalet invånare är 763.
Terrängen runt Verjān är kuperad söderut, men norrut är den platt. Terrängen runt Verjān sluttar norrut. Runt Verjān är det ganska tätbefolkat, med 100 invånare per kvadratkilometer. Närmaste större samhälle är Jamkarān, 16,9 km norr om Verjān. Trakten runt Verjān består i huvudsak av gräsmarker.